# García Jofre de Loaísa
Frei García Jofre de Loaísa, também referido como García Jofré de Loayza (1490-1526) foi um navegador espanhol. Comendador da Ordem de Malta, foi o descobridor do cabo Horn. 
Juan Sebastián Elcano chegou a Sevilha a bordo da "Victoria" em 1521, e as informações que forneceu sobre o estreito de Magalhães, espalharam-se rápidamente em toda a Espanha. Entusiasmado, o Imperador Carlos V organizou rapidamente uma nova expedição rumo às ilhas das especiarias, ignorando os protestos de Portugal que alegava que as mesmas lhe pertenciam pelo meridiano de Tordesilhas.
Sete embarcações foram equipados na cidade da Corunha, e o comando da nova frota foi entregue ao frei García Jofré de Loayza. Como segundo capitão foi designado Sebastián Elcano e a oficialidade era constituída pelos pilotos que haviam regressado entre os dezoito sobreviventes da "Victoria".
A 14 de janeiro de 1526, quatro das embarcações penetraram no estreito; as outras três confundiram-no com o rio Galegos e encalharam, logrando safar-se, entretanto, com a maré alta. Uma violenta tempestade fez naufragar a embarcação sob o comando de Elcano e a força dos ventos empurrou para fora do estreito as demais embarcações. Duas delas regressaram à Espanha. A 24 de janeiro Loaísa conseguiu reentrar no estreito com três embarcações; uma delas, a "San Lesmes", sob o comando de Francisco de Hoces, empurrada pelos fortes ventos, foi obrigada a sair do estreito e a contornar a costa da Terra do Fogo até alcançar a latitude de 55° sul. Ao reunir-se às demais embarcações informou ter alcançado o "acabamiento de tierra", anunciando assim a descoberta do atual cabo Horn e a passagem depois nomeada como "Passagem de Drake". 
A nau capitânia chegou exaurida às Molucas: durante a viagem pereceram Loaísa e Elcano. Uma das embarcações fez escala no México e a última teve dificuldades com os Portugueses nas Molucas. De toda a tripulação, o primeiro homem a retornar à Espanha foi Andrés de Urdaneta, em meados de 1536.